# Ivan Stjepan Šimonić
Ivan Stjepan Šimonić (Šibenik, 5. rujna 1792. − Varšava, 15. siječnja 1851.), hrvatski vojni zapovjednik časnik i diplomat, koji je bio u francuskoj i ruskoj službi.

## Životopis
Rodio se u Šibeniku. Pristupio je francuskim postrojbama kao kadet 1806. godine. Zapovjednik mu je bio general Marmont. Došao je do čina kapetana, a zapovijedao je regimentom Ilirskih lovaca. Brzo je napredovao pa je već 1807. postao pobočnik generalnoga providura Vicenza Dandola i nakon toga generala A. J. Delzonsa. Od 1809. zajedno s Marmontom napoleonski ratovi odvlače ga diljem Europe. 
Istaknuo se u bitci kod Wagrama. Za to je dobio čin poručnika Dalmatinske legije. 1810. godine postao je satnik pa bojnik Ogulinske pukovnije. Sudionik pohoda na Rusiju. Nakon bitke kod Smolenska zarobljen je. 
Nakon pada Napoleona izabrao je prijeći Rusima. Od 1816. je u ruskoj vojsci gdje nosi čin satnika od 1819. Ratovao je protiv Čerkeza (1819. – 1822.), Perzijanaca (1826. – 1829.) i Osmanlija (1829. – 1831.). I u ruskoj vojsci napredovao je u činu. 1829. godine postao je general bojnik. 
Uslijedila je diplomatska karijera. Od 1832. do 1838. ruski je poslanik u Teheranu. Nakon toga vraća se u vojsku. Zapovijedao je utvrdom u Dȩblinu u Poljskoj pod ruskom vlašću (ondašnji Ivangorod). Novi napredak u činu uslijedio je 1843. kad je promaknut u general pukovnika. Već 1845. postao je podmaršal i gubernator Varšave, a tu dužnost je obnašao do kraja života. 
Sudionik gušenja mađarske revolucije 1848. godine. Iste godine posjetio je rodni kraj.